# کوکب سیاه
کوکب سیاه (به انگلیسی: The Black Dahlia) فیلمی در ژانر نئو نوآر، درام، رمانتیک، جنایی، مهیج به نویسندگی جاش فریدمن و کارگردانی برایان دی پالما است. این فیلم توسط یونیورسال استودیوز در ۱۵ سپتامبر ۲۰۰۶ به نمایش درآمد. از بازیگران این فیلم می‌توان به جاش هارتنت، آرون اکهارت، اسکارلت جوهانسون، هیلاری سوانک و میا کرشنر اشاره کرد.

## داستان
دهه ۱۹۴۰، لس آنجلس، جسد دختری به نام الیزابت شورت در حالی که از وسط به دو نیم شده، یافته می‌شود، دوایت بلیکرت و لی بلنچرد کارآگاهان پلیس مأمور تحقیق دربارهٔ این پرونده می‌شوند، دوایت در جستجوهایش به دختری جذاب و شبیه به الیزابت به نام مدلین لینسکات برخورد کرده و عاشق وی می‌شود، همزمان لی که دوست دختری زیبا به نام کی دارد، کشته می‌شود، دوایت که دریافته لی و بسیاری دیگر از مأمورین پلیس فاسد هستند، تصمیم دارد تا راز مرگ الیزابت را به تنهایی کشف کند، او به زودی درمی یابد که مدلین و خانواده او در ماجرای مرگ الیزابت دخیل هستند، اما رابطه پر حرارت میان او و مدلین و از سوی دیگر عشق بر زبان نیامده اش نسبت به کی همه کارها را بیش از پیش برای دوایت سخت‌تر می‌کند.